# 城坪站
城坪站（韓語：성평역）是朝鮮民主主義人民共和國咸镜北道稳城郡的一個鐵路車站，属于城坪线。

## 邻近车站
城坪线
江岸里站 - 城坪站